# Bismarpund
Bismarpund je stará jednotka hmotnosti používaná v Norsku.

## Převodní vztahy
- 1 bismarmpund = 5,144 kg = 12 pund